# Abanga
Abanga est une localité de la région du Centre au Cameroun, localisée dans la commune de Nkolafamba et le département de la Méfou-et-Afamba.

## Population
En 1965, Abanga comptait 357 habitants, principalement des Tsinga.
Lors du recensement de 2005, ce nombre s'élevait à 547.